# But Here We Are
Albums de Foo Fighters
Medicine at Midnight
(2021)
Singles
1. Rescued
Sortie : 19 avril 2023
2. Under You
Sortie : 17 mai 2023
3. Show Me How
Sortie : 25 mai 2023
4. The Teacher
Sortie : 30 mai 2023
5. The Glass
Sortie : 2 juin 2023

But Here We Are est le onzième album studio du groupe américain de rock alternatif Foo Fighters, sorti le 2 juin 2023 sur le label RCA Records.

## Liste des titres
Toutes les chansons sont écrites et composées par Foo Fighters.
| 1.    | Rescued         | 4:18  |
| 2.    | Under You       | 3:39  |
| 3.    | Hearing Voices  | 3:48  |
| 4.    | But Here We Are | 4:43  |
| 5.    | The Glass       | 3:49  |
| 6.    | Nothing at All  | 3:27  |
| 7.    | Show Me How     | 4:53  |
| 8.    | Beyond Me       | 3:54  |
| 9.    | The Teacher     | 10:04 |
| 10.   | Rest            | 5:33  |
| 48:08 |                 |       |

## Musiciens
- Dave Grohl : chant, guitare, batterie
- Rami Jaffee : claviers, piano
- Nate Mendel : basse
- Chris Shiflett : guitare
- Pat Smear : guitare

## Classements hebdomadaires
| Classement (2023)                  | Meilleure place |
| ---------------------------------- | --------------- |
| Allemagne (Media Control AG)       | 4               |
| Australie (ARIA)                   | 1               |
| Autriche (Ö3 Austria Top 40)       | 2               |
| Belgique (Flandre Ultratop)        | 2               |
| Belgique (Wallonie Ultratop)       | 3               |
| Canada (Canadian Albums Chart)     | 4               |
| Danemark (Tracklisten)             | 25              |
| Écosse (OCC)                       | 1               |
| Espagne (Promusicae)               | 9               |
| États-Unis (Billboard 200)         | 8               |
| États-Unis (Alternative Albums)    | 1               |
| États-Unis (Hard Rock Albums)      | 1               |
| États-Unis (Top Rock Albums)       | 2               |
| Finlande (Suomen virallinen lista) | 6               |
| France (SNEP)                      | 10              |
| Irlande (Irish Albums Chart)       | 1               |
| Italie (FIMI)                      | 15              |
| Norvège (VG-lista)                 | 5               |
| Nouvelle-Zélande (RIANZ)           | 1               |
| Pays-Bas (Mega Album Top 100)      | 2               |
| Portugal (AFP)                     | 2               |
| Royaume-Uni (UK Albums Chart)      | 1               |
| Royaume-Uni (Rock & Metal Albums)  | 1               |
| Suède (Sverigetopplistan)          | 8               |
| Suisse (Schweizer Hitparade)       | 1               |